# Campionato finlandese di calcio
Il campionato finlandese di calcio si suddivide in una serie di categorie interconnesse tra loro in modo gerarchico. La massima divisione calcistica in Finlandia è la Veikkausliiga, che ha sostituito dal 1990 la Mestaruussarja, ed è composta 12 squadre professionistiche. I successivi tre livelli più elevati sono sotto l'egida della Suomen Palloliitto (SPL/FBF), mentre le leghe inferiori sono gestite dai dipartimenti regionali della stessa federazione calcistica finlandese. Tutti i tornei calcistici finnici vengono giocati tra aprile ed ottobre, a causa delle rigide temperature invernali. La Veikkausliiga è l'unica serie a carattere professionistico, mentre le restanti sono a carattere dilettantistico.

## Struttura
Il campionato di calcio in Finlandia è articolato in nove livelli:
1. Veikkausliiga, campionato nazionale di 12 squadre,
2. Ykkösliiga, campionato nazionale di 10 squadre,
3. Ykkönen, campionato nazionale di 12 squadre,
4. Kakkonen, campionato nazionale composto da 3 gruppi di 10/11 squadre ciascuno,
5. Kolmonen, campionato regionale composto da 105 squadre suddivise in 9 gruppi,
6. Nelonen, campionato regionale composto da 161 squadre suddivise in 15 gruppi,
7. Vitonen, campionato regionale composto da 215 squadre suddivise in 22 gruppi,
8. Kutonen, campionato regionale composto da 261 squadre suddivise in 25 gruppi,
9. Seiska, campionato regionale composto da 36 squadre suddivise in 3 gruppi. Si disputa solo nel distretto di Helsinki.

| Livello   | Divisione | Divisione | Divisione | Divisione | Divisione | Divisione | Divisione | Divisione | Divisione | Divisione | Divisione | Divisione |
| --------- | --- | --- | --- | --- | --- | --- | --- | --- | --- | --- | --- | --- |
| Pro-1     | Veikkausliiga - (lega nazionale) 12 squadre | Veikkausliiga - (lega nazionale) 12 squadre | Veikkausliiga - (lega nazionale) 12 squadre | Veikkausliiga - (lega nazionale) 12 squadre | Veikkausliiga - (lega nazionale) 12 squadre | Veikkausliiga - (lega nazionale) 12 squadre | Veikkausliiga - (lega nazionale) 12 squadre | Veikkausliiga - (lega nazionale) 12 squadre | Veikkausliiga - (lega nazionale) 12 squadre | Veikkausliiga - (lega nazionale) 12 squadre | Veikkausliiga - (lega nazionale) 12 squadre | Veikkausliiga - (lega nazionale) 12 squadre |
| Semipro-1 | Ykkösliiga (nazionale) 10 squadre | Ykkösliiga (nazionale) 10 squadre | Ykkösliiga (nazionale) 10 squadre | Ykkösliiga (nazionale) 10 squadre | Ykkösliiga (nazionale) 10 squadre | Ykkösliiga (nazionale) 10 squadre | Ykkösliiga (nazionale) 10 squadre | Ykkösliiga (nazionale) 10 squadre | Ykkösliiga (nazionale) 10 squadre | Ykkösliiga (nazionale) 10 squadre | Ykkösliiga (nazionale) 10 squadre | Ykkösliiga (nazionale) 10 squadre |
| Dil-1     | Ykkönen (nazionale) 12 squadre | Ykkönen (nazionale) 12 squadre | Ykkönen (nazionale) 12 squadre | Ykkönen (nazionale) 12 squadre | Ykkönen (nazionale) 12 squadre | Ykkönen (nazionale) 12 squadre | Ykkönen (nazionale) 12 squadre | Ykkönen (nazionale) 12 squadre | Ykkönen (nazionale) 12 squadre | Ykkönen (nazionale) 12 squadre | Ykkönen (nazionale) 12 squadre | Ykkönen (nazionale) 12 squadre |
| Dil-2     | Kakkonen (nazionale) Gruppo A 10 squadre | Kakkonen (nazionale) Gruppo A 10 squadre | Kakkonen (nazionale) Gruppo A 10 squadre | Kakkonen (nazionale) Gruppo A 10 squadre | Kakkonen (nazionale) Gruppo B 11 squadre | Kakkonen (nazionale) Gruppo B 11 squadre | Kakkonen (nazionale) Gruppo B 11 squadre | Kakkonen (nazionale) Gruppo B 11 squadre | Kakkonen (nazionale) Gruppo C 10 squadre | Kakkonen (nazionale) Gruppo C 10 squadre | Kakkonen (nazionale) Gruppo C 10 squadre | Kakkonen (nazionale) Gruppo C 10 squadre |
| Dil-3     | Kolmonen (lega regionale) 105 squadre Helsinki e Uusimaa 1 (12 squadre), Helsinki e Uusimaa 2 (12 squadre), Helsinki e Uusimaa 3 (12 squadre), Itä-Suomi (11 squadre), Kaakkois-Suomi (10 squadre), Keski-Pohjanmaa e Vaasa (14 squadre), Pohjois-Suomi (10 squadre), Satakunta e Tampere (12 squadre), Turku e isole Åland (12 squadre), | Kolmonen (lega regionale) 105 squadre Helsinki e Uusimaa 1 (12 squadre), Helsinki e Uusimaa 2 (12 squadre), Helsinki e Uusimaa 3 (12 squadre), Itä-Suomi (11 squadre), Kaakkois-Suomi (10 squadre), Keski-Pohjanmaa e Vaasa (14 squadre), Pohjois-Suomi (10 squadre), Satakunta e Tampere (12 squadre), Turku e isole Åland (12 squadre), | Kolmonen (lega regionale) 105 squadre Helsinki e Uusimaa 1 (12 squadre), Helsinki e Uusimaa 2 (12 squadre), Helsinki e Uusimaa 3 (12 squadre), Itä-Suomi (11 squadre), Kaakkois-Suomi (10 squadre), Keski-Pohjanmaa e Vaasa (14 squadre), Pohjois-Suomi (10 squadre), Satakunta e Tampere (12 squadre), Turku e isole Åland (12 squadre), | Kolmonen (lega regionale) 105 squadre Helsinki e Uusimaa 1 (12 squadre), Helsinki e Uusimaa 2 (12 squadre), Helsinki e Uusimaa 3 (12 squadre), Itä-Suomi (11 squadre), Kaakkois-Suomi (10 squadre), Keski-Pohjanmaa e Vaasa (14 squadre), Pohjois-Suomi (10 squadre), Satakunta e Tampere (12 squadre), Turku e isole Åland (12 squadre), | Kolmonen (lega regionale) 105 squadre Helsinki e Uusimaa 1 (12 squadre), Helsinki e Uusimaa 2 (12 squadre), Helsinki e Uusimaa 3 (12 squadre), Itä-Suomi (11 squadre), Kaakkois-Suomi (10 squadre), Keski-Pohjanmaa e Vaasa (14 squadre), Pohjois-Suomi (10 squadre), Satakunta e Tampere (12 squadre), Turku e isole Åland (12 squadre), | Kolmonen (lega regionale) 105 squadre Helsinki e Uusimaa 1 (12 squadre), Helsinki e Uusimaa 2 (12 squadre), Helsinki e Uusimaa 3 (12 squadre), Itä-Suomi (11 squadre), Kaakkois-Suomi (10 squadre), Keski-Pohjanmaa e Vaasa (14 squadre), Pohjois-Suomi (10 squadre), Satakunta e Tampere (12 squadre), Turku e isole Åland (12 squadre), | Kolmonen (lega regionale) 105 squadre Helsinki e Uusimaa 1 (12 squadre), Helsinki e Uusimaa 2 (12 squadre), Helsinki e Uusimaa 3 (12 squadre), Itä-Suomi (11 squadre), Kaakkois-Suomi (10 squadre), Keski-Pohjanmaa e Vaasa (14 squadre), Pohjois-Suomi (10 squadre), Satakunta e Tampere (12 squadre), Turku e isole Åland (12 squadre), | Kolmonen (lega regionale) 105 squadre Helsinki e Uusimaa 1 (12 squadre), Helsinki e Uusimaa 2 (12 squadre), Helsinki e Uusimaa 3 (12 squadre), Itä-Suomi (11 squadre), Kaakkois-Suomi (10 squadre), Keski-Pohjanmaa e Vaasa (14 squadre), Pohjois-Suomi (10 squadre), Satakunta e Tampere (12 squadre), Turku e isole Åland (12 squadre), | Kolmonen (lega regionale) 105 squadre Helsinki e Uusimaa 1 (12 squadre), Helsinki e Uusimaa 2 (12 squadre), Helsinki e Uusimaa 3 (12 squadre), Itä-Suomi (11 squadre), Kaakkois-Suomi (10 squadre), Keski-Pohjanmaa e Vaasa (14 squadre), Pohjois-Suomi (10 squadre), Satakunta e Tampere (12 squadre), Turku e isole Åland (12 squadre), | Kolmonen (lega regionale) 105 squadre Helsinki e Uusimaa 1 (12 squadre), Helsinki e Uusimaa 2 (12 squadre), Helsinki e Uusimaa 3 (12 squadre), Itä-Suomi (11 squadre), Kaakkois-Suomi (10 squadre), Keski-Pohjanmaa e Vaasa (14 squadre), Pohjois-Suomi (10 squadre), Satakunta e Tampere (12 squadre), Turku e isole Åland (12 squadre), | Kolmonen (lega regionale) 105 squadre Helsinki e Uusimaa 1 (12 squadre), Helsinki e Uusimaa 2 (12 squadre), Helsinki e Uusimaa 3 (12 squadre), Itä-Suomi (11 squadre), Kaakkois-Suomi (10 squadre), Keski-Pohjanmaa e Vaasa (14 squadre), Pohjois-Suomi (10 squadre), Satakunta e Tampere (12 squadre), Turku e isole Åland (12 squadre), | Kolmonen (lega regionale) 105 squadre Helsinki e Uusimaa 1 (12 squadre), Helsinki e Uusimaa 2 (12 squadre), Helsinki e Uusimaa 3 (12 squadre), Itä-Suomi (11 squadre), Kaakkois-Suomi (10 squadre), Keski-Pohjanmaa e Vaasa (14 squadre), Pohjois-Suomi (10 squadre), Satakunta e Tampere (12 squadre), Turku e isole Åland (12 squadre), |
| Dil-4     | Nelonen (lega regionale) 161 squadre Helsinki - 2 gruppi (24 squadre), Uusimaa - 2 gruppi (23 squadre), Kaakkois-Suomi - 1 gruppo (11 squadre), Itä-Suomi - 2 gruppi (20 squadre), Keski-Suomi - 1 gruppo (9 squadre), Pohjois-Suomi - 2 gruppi (17 squadre), Keski-Pohjanmaa - 1 gruppo (12 squadre), Vaasa - 1 gruppo (12 squadre), Satakunta - 1 gruppo (9 squadre), Tampere - 1 gruppo (12 squadre), Turku ja Ahvenanmaa - 1 gruppo (12 squadre) | Nelonen (lega regionale) 161 squadre Helsinki - 2 gruppi (24 squadre), Uusimaa - 2 gruppi (23 squadre), Kaakkois-Suomi - 1 gruppo (11 squadre), Itä-Suomi - 2 gruppi (20 squadre), Keski-Suomi - 1 gruppo (9 squadre), Pohjois-Suomi - 2 gruppi (17 squadre), Keski-Pohjanmaa - 1 gruppo (12 squadre), Vaasa - 1 gruppo (12 squadre), Satakunta - 1 gruppo (9 squadre), Tampere - 1 gruppo (12 squadre), Turku ja Ahvenanmaa - 1 gruppo (12 squadre) | Nelonen (lega regionale) 161 squadre Helsinki - 2 gruppi (24 squadre), Uusimaa - 2 gruppi (23 squadre), Kaakkois-Suomi - 1 gruppo (11 squadre), Itä-Suomi - 2 gruppi (20 squadre), Keski-Suomi - 1 gruppo (9 squadre), Pohjois-Suomi - 2 gruppi (17 squadre), Keski-Pohjanmaa - 1 gruppo (12 squadre), Vaasa - 1 gruppo (12 squadre), Satakunta - 1 gruppo (9 squadre), Tampere - 1 gruppo (12 squadre), Turku ja Ahvenanmaa - 1 gruppo (12 squadre) | Nelonen (lega regionale) 161 squadre Helsinki - 2 gruppi (24 squadre), Uusimaa - 2 gruppi (23 squadre), Kaakkois-Suomi - 1 gruppo (11 squadre), Itä-Suomi - 2 gruppi (20 squadre), Keski-Suomi - 1 gruppo (9 squadre), Pohjois-Suomi - 2 gruppi (17 squadre), Keski-Pohjanmaa - 1 gruppo (12 squadre), Vaasa - 1 gruppo (12 squadre), Satakunta - 1 gruppo (9 squadre), Tampere - 1 gruppo (12 squadre), Turku ja Ahvenanmaa - 1 gruppo (12 squadre) | Nelonen (lega regionale) 161 squadre Helsinki - 2 gruppi (24 squadre), Uusimaa - 2 gruppi (23 squadre), Kaakkois-Suomi - 1 gruppo (11 squadre), Itä-Suomi - 2 gruppi (20 squadre), Keski-Suomi - 1 gruppo (9 squadre), Pohjois-Suomi - 2 gruppi (17 squadre), Keski-Pohjanmaa - 1 gruppo (12 squadre), Vaasa - 1 gruppo (12 squadre), Satakunta - 1 gruppo (9 squadre), Tampere - 1 gruppo (12 squadre), Turku ja Ahvenanmaa - 1 gruppo (12 squadre) | Nelonen (lega regionale) 161 squadre Helsinki - 2 gruppi (24 squadre), Uusimaa - 2 gruppi (23 squadre), Kaakkois-Suomi - 1 gruppo (11 squadre), Itä-Suomi - 2 gruppi (20 squadre), Keski-Suomi - 1 gruppo (9 squadre), Pohjois-Suomi - 2 gruppi (17 squadre), Keski-Pohjanmaa - 1 gruppo (12 squadre), Vaasa - 1 gruppo (12 squadre), Satakunta - 1 gruppo (9 squadre), Tampere - 1 gruppo (12 squadre), Turku ja Ahvenanmaa - 1 gruppo (12 squadre) | Nelonen (lega regionale) 161 squadre Helsinki - 2 gruppi (24 squadre), Uusimaa - 2 gruppi (23 squadre), Kaakkois-Suomi - 1 gruppo (11 squadre), Itä-Suomi - 2 gruppi (20 squadre), Keski-Suomi - 1 gruppo (9 squadre), Pohjois-Suomi - 2 gruppi (17 squadre), Keski-Pohjanmaa - 1 gruppo (12 squadre), Vaasa - 1 gruppo (12 squadre), Satakunta - 1 gruppo (9 squadre), Tampere - 1 gruppo (12 squadre), Turku ja Ahvenanmaa - 1 gruppo (12 squadre) | Nelonen (lega regionale) 161 squadre Helsinki - 2 gruppi (24 squadre), Uusimaa - 2 gruppi (23 squadre), Kaakkois-Suomi - 1 gruppo (11 squadre), Itä-Suomi - 2 gruppi (20 squadre), Keski-Suomi - 1 gruppo (9 squadre), Pohjois-Suomi - 2 gruppi (17 squadre), Keski-Pohjanmaa - 1 gruppo (12 squadre), Vaasa - 1 gruppo (12 squadre), Satakunta - 1 gruppo (9 squadre), Tampere - 1 gruppo (12 squadre), Turku ja Ahvenanmaa - 1 gruppo (12 squadre) | Nelonen (lega regionale) 161 squadre Helsinki - 2 gruppi (24 squadre), Uusimaa - 2 gruppi (23 squadre), Kaakkois-Suomi - 1 gruppo (11 squadre), Itä-Suomi - 2 gruppi (20 squadre), Keski-Suomi - 1 gruppo (9 squadre), Pohjois-Suomi - 2 gruppi (17 squadre), Keski-Pohjanmaa - 1 gruppo (12 squadre), Vaasa - 1 gruppo (12 squadre), Satakunta - 1 gruppo (9 squadre), Tampere - 1 gruppo (12 squadre), Turku ja Ahvenanmaa - 1 gruppo (12 squadre) | Nelonen (lega regionale) 161 squadre Helsinki - 2 gruppi (24 squadre), Uusimaa - 2 gruppi (23 squadre), Kaakkois-Suomi - 1 gruppo (11 squadre), Itä-Suomi - 2 gruppi (20 squadre), Keski-Suomi - 1 gruppo (9 squadre), Pohjois-Suomi - 2 gruppi (17 squadre), Keski-Pohjanmaa - 1 gruppo (12 squadre), Vaasa - 1 gruppo (12 squadre), Satakunta - 1 gruppo (9 squadre), Tampere - 1 gruppo (12 squadre), Turku ja Ahvenanmaa - 1 gruppo (12 squadre) | Nelonen (lega regionale) 161 squadre Helsinki - 2 gruppi (24 squadre), Uusimaa - 2 gruppi (23 squadre), Kaakkois-Suomi - 1 gruppo (11 squadre), Itä-Suomi - 2 gruppi (20 squadre), Keski-Suomi - 1 gruppo (9 squadre), Pohjois-Suomi - 2 gruppi (17 squadre), Keski-Pohjanmaa - 1 gruppo (12 squadre), Vaasa - 1 gruppo (12 squadre), Satakunta - 1 gruppo (9 squadre), Tampere - 1 gruppo (12 squadre), Turku ja Ahvenanmaa - 1 gruppo (12 squadre) | Nelonen (lega regionale) 161 squadre Helsinki - 2 gruppi (24 squadre), Uusimaa - 2 gruppi (23 squadre), Kaakkois-Suomi - 1 gruppo (11 squadre), Itä-Suomi - 2 gruppi (20 squadre), Keski-Suomi - 1 gruppo (9 squadre), Pohjois-Suomi - 2 gruppi (17 squadre), Keski-Pohjanmaa - 1 gruppo (12 squadre), Vaasa - 1 gruppo (12 squadre), Satakunta - 1 gruppo (9 squadre), Tampere - 1 gruppo (12 squadre), Turku ja Ahvenanmaa - 1 gruppo (12 squadre) |
| Dil-5     | Vitonen (lega regionale) 215 squadre Helsinki - 3 gruppi (30 squadre), Uusimaa - 4 gruppi (40 squadre), Kaakkois-Suomi - 2 gruppi (17 squadre), Itä-Suomi - 3 gruppi (19 squadre), Keski-Suomi - 1 gruppo (17 squadre), Pohjois-Suomi - 2 gruppI (11 squadre), Keski-Pohjanmaa - 1 gruppo (12 squadre), Vaasa - 1 gruppo (12 squadre), Satakunta - 1 gruppo (9 squadre), Tampere - 2 gruppi (24 squadre), Turku - 2 gruppi (24 squadre)              | Vitonen (lega regionale) 215 squadre Helsinki - 3 gruppi (30 squadre), Uusimaa - 4 gruppi (40 squadre), Kaakkois-Suomi - 2 gruppi (17 squadre), Itä-Suomi - 3 gruppi (19 squadre), Keski-Suomi - 1 gruppo (17 squadre), Pohjois-Suomi - 2 gruppI (11 squadre), Keski-Pohjanmaa - 1 gruppo (12 squadre), Vaasa - 1 gruppo (12 squadre), Satakunta - 1 gruppo (9 squadre), Tampere - 2 gruppi (24 squadre), Turku - 2 gruppi (24 squadre)              | Vitonen (lega regionale) 215 squadre Helsinki - 3 gruppi (30 squadre), Uusimaa - 4 gruppi (40 squadre), Kaakkois-Suomi - 2 gruppi (17 squadre), Itä-Suomi - 3 gruppi (19 squadre), Keski-Suomi - 1 gruppo (17 squadre), Pohjois-Suomi - 2 gruppI (11 squadre), Keski-Pohjanmaa - 1 gruppo (12 squadre), Vaasa - 1 gruppo (12 squadre), Satakunta - 1 gruppo (9 squadre), Tampere - 2 gruppi (24 squadre), Turku - 2 gruppi (24 squadre)              | Vitonen (lega regionale) 215 squadre Helsinki - 3 gruppi (30 squadre), Uusimaa - 4 gruppi (40 squadre), Kaakkois-Suomi - 2 gruppi (17 squadre), Itä-Suomi - 3 gruppi (19 squadre), Keski-Suomi - 1 gruppo (17 squadre), Pohjois-Suomi - 2 gruppI (11 squadre), Keski-Pohjanmaa - 1 gruppo (12 squadre), Vaasa - 1 gruppo (12 squadre), Satakunta - 1 gruppo (9 squadre), Tampere - 2 gruppi (24 squadre), Turku - 2 gruppi (24 squadre)              | Vitonen (lega regionale) 215 squadre Helsinki - 3 gruppi (30 squadre), Uusimaa - 4 gruppi (40 squadre), Kaakkois-Suomi - 2 gruppi (17 squadre), Itä-Suomi - 3 gruppi (19 squadre), Keski-Suomi - 1 gruppo (17 squadre), Pohjois-Suomi - 2 gruppI (11 squadre), Keski-Pohjanmaa - 1 gruppo (12 squadre), Vaasa - 1 gruppo (12 squadre), Satakunta - 1 gruppo (9 squadre), Tampere - 2 gruppi (24 squadre), Turku - 2 gruppi (24 squadre)              | Vitonen (lega regionale) 215 squadre Helsinki - 3 gruppi (30 squadre), Uusimaa - 4 gruppi (40 squadre), Kaakkois-Suomi - 2 gruppi (17 squadre), Itä-Suomi - 3 gruppi (19 squadre), Keski-Suomi - 1 gruppo (17 squadre), Pohjois-Suomi - 2 gruppI (11 squadre), Keski-Pohjanmaa - 1 gruppo (12 squadre), Vaasa - 1 gruppo (12 squadre), Satakunta - 1 gruppo (9 squadre), Tampere - 2 gruppi (24 squadre), Turku - 2 gruppi (24 squadre)              | Vitonen (lega regionale) 215 squadre Helsinki - 3 gruppi (30 squadre), Uusimaa - 4 gruppi (40 squadre), Kaakkois-Suomi - 2 gruppi (17 squadre), Itä-Suomi - 3 gruppi (19 squadre), Keski-Suomi - 1 gruppo (17 squadre), Pohjois-Suomi - 2 gruppI (11 squadre), Keski-Pohjanmaa - 1 gruppo (12 squadre), Vaasa - 1 gruppo (12 squadre), Satakunta - 1 gruppo (9 squadre), Tampere - 2 gruppi (24 squadre), Turku - 2 gruppi (24 squadre)              | Vitonen (lega regionale) 215 squadre Helsinki - 3 gruppi (30 squadre), Uusimaa - 4 gruppi (40 squadre), Kaakkois-Suomi - 2 gruppi (17 squadre), Itä-Suomi - 3 gruppi (19 squadre), Keski-Suomi - 1 gruppo (17 squadre), Pohjois-Suomi - 2 gruppI (11 squadre), Keski-Pohjanmaa - 1 gruppo (12 squadre), Vaasa - 1 gruppo (12 squadre), Satakunta - 1 gruppo (9 squadre), Tampere - 2 gruppi (24 squadre), Turku - 2 gruppi (24 squadre)              | Vitonen (lega regionale) 215 squadre Helsinki - 3 gruppi (30 squadre), Uusimaa - 4 gruppi (40 squadre), Kaakkois-Suomi - 2 gruppi (17 squadre), Itä-Suomi - 3 gruppi (19 squadre), Keski-Suomi - 1 gruppo (17 squadre), Pohjois-Suomi - 2 gruppI (11 squadre), Keski-Pohjanmaa - 1 gruppo (12 squadre), Vaasa - 1 gruppo (12 squadre), Satakunta - 1 gruppo (9 squadre), Tampere - 2 gruppi (24 squadre), Turku - 2 gruppi (24 squadre)              | Vitonen (lega regionale) 215 squadre Helsinki - 3 gruppi (30 squadre), Uusimaa - 4 gruppi (40 squadre), Kaakkois-Suomi - 2 gruppi (17 squadre), Itä-Suomi - 3 gruppi (19 squadre), Keski-Suomi - 1 gruppo (17 squadre), Pohjois-Suomi - 2 gruppI (11 squadre), Keski-Pohjanmaa - 1 gruppo (12 squadre), Vaasa - 1 gruppo (12 squadre), Satakunta - 1 gruppo (9 squadre), Tampere - 2 gruppi (24 squadre), Turku - 2 gruppi (24 squadre)              | Vitonen (lega regionale) 215 squadre Helsinki - 3 gruppi (30 squadre), Uusimaa - 4 gruppi (40 squadre), Kaakkois-Suomi - 2 gruppi (17 squadre), Itä-Suomi - 3 gruppi (19 squadre), Keski-Suomi - 1 gruppo (17 squadre), Pohjois-Suomi - 2 gruppI (11 squadre), Keski-Pohjanmaa - 1 gruppo (12 squadre), Vaasa - 1 gruppo (12 squadre), Satakunta - 1 gruppo (9 squadre), Tampere - 2 gruppi (24 squadre), Turku - 2 gruppi (24 squadre)              | Vitonen (lega regionale) 215 squadre Helsinki - 3 gruppi (30 squadre), Uusimaa - 4 gruppi (40 squadre), Kaakkois-Suomi - 2 gruppi (17 squadre), Itä-Suomi - 3 gruppi (19 squadre), Keski-Suomi - 1 gruppo (17 squadre), Pohjois-Suomi - 2 gruppI (11 squadre), Keski-Pohjanmaa - 1 gruppo (12 squadre), Vaasa - 1 gruppo (12 squadre), Satakunta - 1 gruppo (9 squadre), Tampere - 2 gruppi (24 squadre), Turku - 2 gruppi (24 squadre)              |
| Dil-6     | Kutonen (lega regionale) 261 squadre Helsinki - 4 gruppi (55 squadre), Uusimaa - 7 gruppi (68 squadre), Kaakkois-Suomi - 3 gruppi (21 squadre), Keski-Pohjanmaa - 2 gruppi (22 squadre), Vaasa - 3 gruppi (29 squadre), Tampere - 3 gruppi (34 squadre), Turku - 3 gruppi (32 squadre) | Kutonen (lega regionale) 261 squadre Helsinki - 4 gruppi (55 squadre), Uusimaa - 7 gruppi (68 squadre), Kaakkois-Suomi - 3 gruppi (21 squadre), Keski-Pohjanmaa - 2 gruppi (22 squadre), Vaasa - 3 gruppi (29 squadre), Tampere - 3 gruppi (34 squadre), Turku - 3 gruppi (32 squadre) | Kutonen (lega regionale) 261 squadre Helsinki - 4 gruppi (55 squadre), Uusimaa - 7 gruppi (68 squadre), Kaakkois-Suomi - 3 gruppi (21 squadre), Keski-Pohjanmaa - 2 gruppi (22 squadre), Vaasa - 3 gruppi (29 squadre), Tampere - 3 gruppi (34 squadre), Turku - 3 gruppi (32 squadre) | Kutonen (lega regionale) 261 squadre Helsinki - 4 gruppi (55 squadre), Uusimaa - 7 gruppi (68 squadre), Kaakkois-Suomi - 3 gruppi (21 squadre), Keski-Pohjanmaa - 2 gruppi (22 squadre), Vaasa - 3 gruppi (29 squadre), Tampere - 3 gruppi (34 squadre), Turku - 3 gruppi (32 squadre) | Kutonen (lega regionale) 261 squadre Helsinki - 4 gruppi (55 squadre), Uusimaa - 7 gruppi (68 squadre), Kaakkois-Suomi - 3 gruppi (21 squadre), Keski-Pohjanmaa - 2 gruppi (22 squadre), Vaasa - 3 gruppi (29 squadre), Tampere - 3 gruppi (34 squadre), Turku - 3 gruppi (32 squadre) | Kutonen (lega regionale) 261 squadre Helsinki - 4 gruppi (55 squadre), Uusimaa - 7 gruppi (68 squadre), Kaakkois-Suomi - 3 gruppi (21 squadre), Keski-Pohjanmaa - 2 gruppi (22 squadre), Vaasa - 3 gruppi (29 squadre), Tampere - 3 gruppi (34 squadre), Turku - 3 gruppi (32 squadre) | Kutonen (lega regionale) 261 squadre Helsinki - 4 gruppi (55 squadre), Uusimaa - 7 gruppi (68 squadre), Kaakkois-Suomi - 3 gruppi (21 squadre), Keski-Pohjanmaa - 2 gruppi (22 squadre), Vaasa - 3 gruppi (29 squadre), Tampere - 3 gruppi (34 squadre), Turku - 3 gruppi (32 squadre) | Kutonen (lega regionale) 261 squadre Helsinki - 4 gruppi (55 squadre), Uusimaa - 7 gruppi (68 squadre), Kaakkois-Suomi - 3 gruppi (21 squadre), Keski-Pohjanmaa - 2 gruppi (22 squadre), Vaasa - 3 gruppi (29 squadre), Tampere - 3 gruppi (34 squadre), Turku - 3 gruppi (32 squadre) | Kutonen (lega regionale) 261 squadre Helsinki - 4 gruppi (55 squadre), Uusimaa - 7 gruppi (68 squadre), Kaakkois-Suomi - 3 gruppi (21 squadre), Keski-Pohjanmaa - 2 gruppi (22 squadre), Vaasa - 3 gruppi (29 squadre), Tampere - 3 gruppi (34 squadre), Turku - 3 gruppi (32 squadre) | Kutonen (lega regionale) 261 squadre Helsinki - 4 gruppi (55 squadre), Uusimaa - 7 gruppi (68 squadre), Kaakkois-Suomi - 3 gruppi (21 squadre), Keski-Pohjanmaa - 2 gruppi (22 squadre), Vaasa - 3 gruppi (29 squadre), Tampere - 3 gruppi (34 squadre), Turku - 3 gruppi (32 squadre) | Kutonen (lega regionale) 261 squadre Helsinki - 4 gruppi (55 squadre), Uusimaa - 7 gruppi (68 squadre), Kaakkois-Suomi - 3 gruppi (21 squadre), Keski-Pohjanmaa - 2 gruppi (22 squadre), Vaasa - 3 gruppi (29 squadre), Tampere - 3 gruppi (34 squadre), Turku - 3 gruppi (32 squadre) | Kutonen (lega regionale) 261 squadre Helsinki - 4 gruppi (55 squadre), Uusimaa - 7 gruppi (68 squadre), Kaakkois-Suomi - 3 gruppi (21 squadre), Keski-Pohjanmaa - 2 gruppi (22 squadre), Vaasa - 3 gruppi (29 squadre), Tampere - 3 gruppi (34 squadre), Turku - 3 gruppi (32 squadre) |
| Dil-7     | Seiska (lega regionale) 36 squadre Helsinki - 3 gruppi (36 squadre) | Seiska (lega regionale) 36 squadre Helsinki - 3 gruppi (36 squadre) | Seiska (lega regionale) 36 squadre Helsinki - 3 gruppi (36 squadre) | Seiska (lega regionale) 36 squadre Helsinki - 3 gruppi (36 squadre) | Seiska (lega regionale) 36 squadre Helsinki - 3 gruppi (36 squadre) | Seiska (lega regionale) 36 squadre Helsinki - 3 gruppi (36 squadre) | Seiska (lega regionale) 36 squadre Helsinki - 3 gruppi (36 squadre) | Seiska (lega regionale) 36 squadre Helsinki - 3 gruppi (36 squadre) | Seiska (lega regionale) 36 squadre Helsinki - 3 gruppi (36 squadre) | Seiska (lega regionale) 36 squadre Helsinki - 3 gruppi (36 squadre) | Seiska (lega regionale) 36 squadre Helsinki - 3 gruppi (36 squadre) | Seiska (lega regionale) 36 squadre Helsinki - 3 gruppi (36 squadre) |

### Veikkausliiga
La squadra prima classificata è campione di Finlandia ed accede al secondo turno preliminare di UEFA Champions League. La seconda e la terza classificata si qualificano per il primo turno preliminare di UEFA Europa League, assieme alla squadra vincente la Suomen Cup. Se quest'ultima si è classificata nei primi tre posti, il suo posto in UEFA Europa League è preso dalla quarta classificata. L'ultima classificata retrocede direttamente in Ykkösliiga, mentre la penultima si scontra con la seconda classificata della Ykkösliiga nello spareggio promozione-retrocessione.

### Ykkösliiga
Fondato nel 2024, è il secondo campionato in ordine di importanza in Finlandia. La prima classificata è promossa direttamente nella Veikkausliiga mentre la seconda accede allo spareggio promozione contro la penultima classificata della serie superiore. L'ultima classificata retrocede in Ykkönen, mentre la penultima si scontra con la seconda classificata della serie inferiore nello spareggio promozione-retrocessione.

### Ykkönen
È il terzo campionato in ordine di importanza in Finlandia. La prima classificata è promossa direttamente nella Ykkösliiga mentre la seconda accede allo spareggio promozione contro la penultima classificata della serie superiore. Le ultime due classificate retrocedono in Kakkonen.

### Kakkonen
Quarto campionato in ordine di importanza, costituito da tre gironi composti da 10/11 squadre ciascuno. Le prime sei classificate in ogni girone partecipano alla seconda fase del campionato per determinare le squadre ammesse ai playoff-promozione verso l'Ykkönen. Le ultime quattro di ogni gruppo partecipano alla seconda fase playout per determinare le squadre retrocesse in Kolmonen.

### Kolmonen
È suddiviso in 9 gruppi differenti, in base alla zona della Finlandia da cui provengono le squadre. Le prime classificate di ogni girone vengono suddivise in tre gruppi da quattro squadre ciascuno dai quali, con gare di sola andata, solo le prime tre si qualificano in Kakkonen.

### Nelonen
È suddiviso in 15 gruppi differenti, in base alla zona della Finlandia da cui provengono le squadre. Le promosse salgono in Kolmonen, le retrocesse scendono in Vitonen

### Vitonen
È suddiviso in 22 gruppi differenti, in base alla zona della Finlandia da cui provengono le squadre. Le promosse salgono in Nelonen, le retrocesse scendono in Kutonen.

### Kutonen
È suddiviso in 25 gruppi differenti, in base alla zona della Finlandia da cui provengono le squadre. Le promosse salgono in Vitonen, le retrocesse scendono in Seiska.

### Seiska
È suddiviso in 3 gruppi differenti e si disputa nel solo distretto di Helsinki. Le promosse salgono in Kutonen. Essendo il penultimo livello nazionale si retrocede in 
Ykkösen.
Ykkösen è l'ultima lega con 12 squadre in un girone, i gironi sono due.

## Coppe nazionali
Esistono due coppe nazionali:
- Suomen Cup, a cui partecipano squadre di vari livelli,
- Liigacup, a cui partecipano solamente le dodici squadre della Veikkausliiga